# Ariadna tubicola
Ariadna tubicola är en spindelart som beskrevs av Simon 1893. Ariadna tubicola ingår i släktet Ariadna och familjen sexögonspindlar.
Artens utbredningsområde är Venezuela. Inga underarter finns listade i Catalogue of Life.